# Barichneumon tischbeini
Barichneumon tischbeini är en stekelart som först beskrevs av Joseph Kriechbaumer 1894.  Barichneumon tischbeini ingår i släktet Barichneumon och familjen brokparasitsteklar. Inga underarter finns listade.